# 生活暦
生活暦（せいかつれき、英語: Almanac）とは、暦によって配当された月日に生活上で必要な情報を書き込んだものをいう。年鑑と呼ぶ場合もある。そこに書き込まれるものは、天体の出没や月齢、日食・月食、気候、占い、年中行事など用途により様々である。
東洋と西洋のそれぞれに伝統があり、各地域の天文学や占星術の理論を反映している（en:Almanac#History）。中国や日本の暦では古くから日々の運勢を書き込んだ暦注があった。